# Helena de Aragão
Helena Augusta Teixeira de Aragão Breia (Lisboa, 16 de julho de 1880 - 20 de fevereiro de 1961), também conhecida pelo pseudónimo Agarena de Leão, foi uma escritora, tradutora, compositora e jornalista portuguesa, que foi directora de várias revistas femininas publicadas em Portugal durante a primeira metade do século XX.

## Biografia
Foi directora da revista Modas & Bordados desde 1925 (então um suplemento do jornal O Século), de onde saiu para fundar a Revista Eva no mesmo ano, e fundou também a Revista Fémina em 1931. Trabalhou como redatora no jornal O Mundo, também desde 1933, e foi colaboradora noutros jornais e revistas, dentre os quais se destacam a Civilização: grande magazine mensal, o Século da Noite, O Primeiro de Janeiro, a revista Ilustração e a Ilustração Portuguesa. Fez um grande número de traduções para a Agência Portuguesa de Revistas. Desde 1934, a convite de João Silva Tavares, responsável pela secção literária da Emissora Nacional, fez aí um conjunto de palestras depois publicadas na revista Fémina. A 17 de novembro de 1935, foi homenageada no Grémio de Trás-os-Montes, num evento onde esteve presente Maria do Carmo Carmona.
Como outras suas contemporâneas, usava um pseudónimo  - Agarena de Leão - devido à culinária não ser tida como detentora de grande notoriedade. O seu livro A Cosinha Familiar foi escrito para donas de casa com poucos recursos.
Era neta paterna do numismata, escritor e médico Augusto Carlos Teixeira de Aragão. Casou com Aníbal Ferreira Breia. Está sepultada no Cemitério do Lumiar.

## Obra
- Sombras e claridades (1925)
- Ruinas: romance duma alma (1926)
- Caminhos da vida: contos (1929)
- A filha do mendigo (1933)
- Vão lá entender raparigas!... (1943)
- Coração altivo (1944)
- Amyot: o pequeno vagabundo (1945)
- A infância maravilhosa de Mozart (1946)
- Quero que sejas feliz (1957)
- Renda em filet (19--)

### Como Agarena de Leão
- Livro d'oiro de Vénus (1925)
- A Cosinha familiar (1926)
- Quem não quer ser lobo não lhe veste a pele: novela infantil (1928)
- Travessuras (1931)

### Tradução
| Título                              | Autoria                                           | Ano   |
| ----------------------------------- | ------------------------------------------------- | ----- |
| Casamento inesperado                | Jean Voussac, pseudónimo                          | 1943  |
| Como nasceu aquele amor: romance    | Jean Voussac, pseudónimo                          | 1943  |
| Gangsters em Paris                  | Jean Voussac, pseudónimo                          | 1943  |
| Não quero chorar                    | Josep Folch Y Torres                              | 1943  |
| O último voo da águia               | Maurice de Moulins                                | 1943  |
| Os corsários do "Aurora Boreal"     | Maurice de Moulins                                | 1943  |
| Porque me foges?                    | Josep Folch Y Torres                              | 1943  |
| Quando as amendoeiras florirem      | Josep Folch Y Torres                              | 1943  |
| Uma flor à beira do caminho         | Josep Folch Y Torres                              | 1943  |
| Brincadeira perigosa                | Adela Gala                                        | 1953  |
| Não se compra                       | Ana Marcela Garcia                                | 1953  |
| Roubarei o teu coração              | Georgia Rann                                      | 1953  |
| A sombra de Lord Ambrose            | Maria Adela Durango                               | 1954  |
| Amor inesperado                     | Laura Tur, pseudónimo                             | 1954  |
| Dois anos de tréguas                | Trini de Figueroa, pseudónimo                     | 1954  |
| E a lenda continua                  | Maria Lar, pseudónimo                             | 1954  |
| Loucuras de juventude               | Laura Tur, pseudónimo                             | 1954  |
| Mademoiselle mamã                   | Maria Lar, pseudónimo                             | 1954  |
| O mestiço                           | Sérgio Duval, pseudónimo                          | 1954  |
| Pertences-me                        | Carlos de Santander, pseudónimo                   | 1954  |
| Sem coração                         | Carlos de Santander, pseudónimo                   | 1954  |
| Sem pecado                          | Enri Claveri                                      | 1954  |
| Suprema ambição                     | Maria del Carmen Rey, pseudónimo                  | 1954  |
| Tu e só tu                          | Nylhama, pseudónimo                               | 1954  |
| Uma mulher com passados             | Bárbara Sanroman, pseudónimo                      | 1954  |
| A desilusão de Nancy                | Corin Tellado, pseudónimo                         | 1955  |
| Ambição                             | Mercedes Muntó                                    | 1955  |
| Amor e perfídia                     | Maria del Carmen Rey, pseudónimo                  | 1955  |
| Encontro imprevisto                 | Victor Sanmartin                                  | 1955  |
| Fim de semana                       | Agatha Mor                                        | 1955  |
| O confidente de Maria               | Clotilde Mendez                                   | 1955  |
| O diário de Gina                    | John Lack, pseudónimo                             | 1955  |
| O passado revive                    | Luís Masota                                       | 1955  |
| O preço de um amor                  | Maria Esperanza Neyra, pseudónimo                 | 1955  |
| Outra primavera                     | Mary Vidal, pseudónimo                            | 1955  |
| Quebrarei as tuas cadeias           | Carlos de Santander, pseudónimo                   | 1955  |
| Rochas negras                       | Sérgio Duval, pseudónimo                          | 1955  |
| Sivy                                | Carlos de Santander, pseudónimo                   | 1955  |
| Tu és diferente                     | Laura Tur, pseudónimo                             | 1955  |
| Um desconhecido                     | Cesar de Monterrey, pseudónimo                    | 1955  |
| Um homem cínico                     | Carlos de Santander, pseudónimo                   | 1955  |
| Uma esposa singular                 | Agatha Mor                                        | 1955  |
| A noiva branca                      | Sérgio Duval, pseudónimo                          | 1956  |
| Adorável clandestina                | Isabel Salueña                                    | 1956  |
| Amor proibido                       | Sérgio Duval, pseudónimo                          | 1956  |
| Andorinhas                          | Corin Tellado, pseudónimo                         | 1956  |
| Carolina                            | Corin Tellado, pseudónimo                         | 1956  |
| Como eu te sonhei                   | Georiga Rann                                      | 1956  |
| Diamantina                          | Maria Lar, pseudónimo                             | 1956  |
| Duas raças                          | Corin Tellado, pseudónimo                         | 1956  |
| Em guarda contra o amor             | Trini de Figueroa, pseudónimo                     | 1956  |
| Não posso acreditar em ti           | Carlos de Santander, pseudónimo                   | 1956  |
| No outro dia!                       | Maria Dolores de Aracyl                           | 1956  |
| Todos a desdenhavam                 | Alícia Larrendi                                   | 1956  |
| A sombra do passado                 | Sérgio Duval, pseudónimo                          | 1957  |
| Chegou um estrangeiro               | Carlos de Santander, pseudónimo                   | 1957  |
| Ciúmes                              | John Lack, pseudónimo                             | 1957  |
| Dono e senhor                       | Maria Lar, pseudónimo                             | 1957  |
| Ela e a outra                       | Maria Morgan, pseudónimo                          | 1957  |
| Escrava do dever                    | Corin Tellado, pseudónimo                         | 1957  |
| Estás no meu coração                | Jesus Navarro                                     | 1957  |
| Não posso perdoar-te                | Trini de Figueroa, pseudónimo                     | 1957  |
| O americano                         | Sérgio Duval, pseudónimo                          | 1957  |
| O ogro de cumes cinzentos           | Enri Claveri                                      | 1957  |
| O pátio dos amores                  | Maria Morgan, pseudónimo                          | 1957  |
| O seu último bailado                | Maria Dolores de Aracyl                           | 1957  |
| Paixões em luta                     | Henri Claveri                                     | 1957  |
| Quinita cascavel                    | Maria Lar, pseudónimo                             | 1957  |
| Rainha e escrava                    | Victor Sanmartin                                  | 1957  |
| Sublime renúncia                    | Carlos de Santander, pseudónimo                   | 1957  |
| Tinha renunciado                    | Corin Tellado, pseudónimo                         | 1957  |
| A loucura de um rapto               | Trini de Figueroa, pseudónimo                     | 1958  |
| A paixão incerta                    | Cesar de Monterrey, pseudónimo                    | 1958  |
| A sala do demónio                   | Maria Morgan, pseudónimo                          | 1958  |
| Brincando às milionárias            | Mary Vidal, pseudónimo                            | 1958  |
| Cinco vidas                         | Jesus Navarro                                     | 1958  |
| Férias em Nova Yorque               | Maria del Carmen Rey, pseudónimo                  | 1958  |
| O pesadelo de Diana                 | Corin Tellado, pseudónimo                         | 1958  |
| O retrato de Joana                  | Carlos de Santander, pseudónimo                   | 1958  |
| O último amor de um Dom Juan        | G. Colomer, pseudónimo                            | 1958  |
| Obsessão fatal                      | Carlos de Santander, pseudónimo                   | 1958  |
| Onde é a minha vida                 | Mercedes Tomás                                    | 1958  |
| Quinze anos sem viver               | Mercedes Muntó                                    | 1958  |
| Rebelde ao meu amor                 | Corin Tellado, pseudónimo                         | 1958  |
| Sob o céu do Sáara                  | Nylhama, pseudónimo                               | 1958  |
| Vento da serra                      | Jesus Navarro                                     | 1958  |
| A casa das surpresas                | Mercedes Muntó                                    | 1959  |
| A estrangeira                       | Jesus Navarro                                     | 1959  |
| A granja da felicidade              | Águeda de Vianney                                 | 1959  |
| A menina bonita                     | Maria Lar, pseudónimo                             | 1959  |
| Amei um fantasma                    | Mercedes Escalante                                | 1959  |
| Brilha no alto uma estrela          | Desabel Aragão, pseudónimo                        | 1959  |
| Caçadores de dotes                  | Charles Norris Williamson, Alice Munel Williamson | 1959  |
| Chegaste tarde                      | Eva Fernán, pseudónimo                            | 1959  |
| Enfermeira do marquês               | Isabel Salueña                                    | 1959  |
| Entre dois homens                   | Célia Bravo, pseudónimo                           | 1959  |
| Ilusão juvenil                      | Carlos de Santander, pseudónimo                   | 1959  |
| Liz Taylor, beleza trágica          | Maria Dolores Sartório                            | 1959  |
| Paixão em Hawai                     | Maria Dolores Acevedo                             | 1959  |
| Para sempre e... mais um dia        | Jesus Navarro                                     | 1959  |
| Quando voltou a paz                 | Agatha Mor                                        | 1959  |
| Resolvemos casar                    | Corin Tellado, pseudónimo                         | 1959  |
| Semente amarga                      | Sérgio Duval, pseudónimo                          | 1959  |
| Sinos de casamento                  | Jesus Navarro                                     | 1959  |
| Três mulheres e um coração          | Javier Fernandez                                  | 1959  |
| Um chauffeur maravilhoso            | Charles Norris Williamson, Alice Munel Williamson | 1959  |
| Um homem importante                 | Mary Franco                                       | 1959  |
| A única verdade                     | Eulália D'Elattré, pseudónimo                     | 1960  |
| A Begum e a família Aga-Cão         | R. de Castro                                      | 1960  |
| A enamorada da morte                | Javier de Motellano                               | 1960  |
| A esfinge nua                       | Eulália D'Elattré, pseudónimo                     | 1960  |
| A lei do amor                       | Margaret Hamilton Wolf Argles Hungerford          | 1960  |
| Apenas umas horas                   | Francisco Escaño Delgado                          | 1960  |
| Cativa do amor                      | Cesar de Monterrey, pseudónimo                    | 1960  |
| Cicatriz na Alma                    | Henri Taber, pseudónimo                           | 1960  |
| Entre "sim" e "não" está o amor     | Miryan Ledor                                      | 1960  |
| Garridices                          | Fernando de Veracruz                              | 1960  |
| Marilyn Monroe encontrou o seu amor | Dolores Quesada                                   | 1960  |
| O beijo que nos uniu                | Isabel Salueña                                    | 1960  |
| O problema de Sara                  | Corin Tellado, pseudónimo                         | 1960  |
| O seu ídolo                         | Rosana Lorena                                     | 1960  |
| Pobre vingança                      | Blanca Rios, pseudónimo                           | 1960  |
| Terra selvagem                      | Francisco Escaño Delgado                          | 1960  |
| Torna a viver                       | Clotilde Mendez                                   | 1960  |
| Voragem                             | Eulália D'Elattré, pseudónimo                     | 1960  |
| Um homem vulgar                     | Corin Tellado, pseudónimo                         | (s/d) |
| A bailarina negra                   | Trini de Figueroa, pseudónimo                     | s/d   |
| Bendito sacrifício                  | Carlos de Santander, pseudónimo                   | s/d   |
| Burla de amor                       | Isabel Salueña                                    | s/d   |
| Calúnia                             | Trini de Figueroa, pseudónimo                     | s/d   |
| Era uma vez um professor            | Isabel Salueña                                    | s/d   |
| Estava escrito                      | Mary de Mario, pseudónimo                         | s/d   |
| Flor do Oriente                     | Maria Esperanza Neyra, pseudónimo                 | s/d   |
| Herói do meu coração                | C. N. Williamson                                  | s/d   |
| O coração não reflete               | Carlos de Santander, pseudónimo                   | s/d   |
| O preço do amor                     | Cesar de Monterrey, pseudónimo                    | s/d   |

### Música
- Milagre de Santo António (letra de Maria do Carmo d'Abreu Peixoto) - publicada em Eva: jornal da mulher e do lar
- Veras do coração (letra de José Luiz Ribeiro)

## Homenagens
Existem ruas com o nome Helena de Aragão em Almada, Lisboa, Odivelas, Seixal e Sintra.